# Prehistoria de San Rafael
San Rafael es la cabecera del Departamento San Rafael, Provincia de Mendoza, Argentina. La prehistoria de San Rafael abarca desde el XV milenio a. C. hasta la llegada de los españoles en el año 1550.
La región del departamento de San Rafael fue estudiada con cierta precisión arqueológica desde mediados de la década de 1950. Posteriormente, Humberto A. Lagiglia dedicó íntegramente su vida científica a develar la prehistoria del sur mendocino. Por eso, sus estudios más sistemáticos, publicados desde 1968, fueron considerados referenciales para la arqueología regional. Aún hoy siguen siendo tomados como base para los estudios.  Este investigador, inicialmente acotó sus observaciones a los valles del río Atuel y del río Diamante, y propuso una secuencia cultural para la prehistoria de la región. Sin embargo, partió del marco teórico propuesto por la escuela histórico cultural norteamericana. El movimiento de poblaciones es el dato utilizado para explicar los cambios en las secuencias culturales. Otras veces, la explicación es la difusión de la cultura material. Por eso, es que sus esquemas de evolución cultural están dados por la presencia o ausencia de rasgos de cultura material.

## La prehistoria regional segúnHumberto A. Lagiglia
En esta secuencia, el sitio de referencia inicialmente estudiado por Humberto A. Lagiglia fue la Gruta del Indio, en la que determinó cuatro niveles: Atuel IV, III, II y I. Luego agregó otros sitios de la misma región, en los valles del Atuel-Diamante.  Autores recientes ponen en duda el carácter referencial de la Gruta del Indio, pues no hay componentes culturales de otros sitios que encajen con las categorías definidas a partir de este sitio (crítica de Gil, Adolfo. Arqueología de la Payunia). Según Humberto A. Lagiglia, en el sur de Mendoza se habrían dado las siguientes secuencias arqueológicas:

### Paleoindia
Conocida como Paleolítico Americano (anterior a la aparición de la alfarería). Es preagrícola. El hombre se caracterizaba por ser cazador recolector. Básicamente nómade. Sus herramientas se confeccionaban en piedra y tal vez en madera o hueso. Su antigüedad comprende entre los años 15.000 a. C. y 2500 a. C..
Según Humberto A. Lagiglia, podemos subdividirlo en tres fases:

#### Precerámicaantigua
Son cazadores no especializados. Viven entre 15.000 años a. C. y 12.000 años a. C., cazadores de animales propios del pleistoceno, nómades. Se encuentran restos en las cercanías del río Atuel y del río Diamante: herramientas y utilería en piedra muy rústica, del tipo chopper, lascas y nódulos.

#### Precerámica media
De 12.000 años a. C. a 10.000 años a. C.: más manifestaciones culturales con influencias del Norte (talla en piedra). Con el Horizonte Andino de Bifaces se ve el hacha de mano.
La industria lítica del río Atuel es diferente a la del río Diamante. Están confeccionadas en lascas (fragmentos de piedra desprendido de un núcleo por acción de los golpes) y en barras poliédricas (raros artefactos de piedra para diversos usos).

#### Precerámica avanzada
Arriban cazadores superiores con una economía especializada; la caza con tiraderas y puntas de proyectil (se extinguen representantes faunísticos del ambiente pampeano). De 10.000 años a. C. a 8000 años a. C.:
según Humberto A. Lagiglia, en esta etapa se observan distintas tradiciones técnicas: la del trabajo de la piedra por percusión y golpes, obteniendo puntas de proyectil lanceoladas medianas y grandes; la de puntas pedunculadas andinas y la de puntas triangulares, derivada de las anteriores.
Según el sitio de referencia de la Gruta del Indio, para Humberto A. Lagiglia esta etapa corresponde a Atuel IV. En este nivel, se encuentran escasos restos de fauna local extinta, como el milodón y el megaterio, asociados a evidencias de presencia humana, como fogones.

### Protoformativa
También considerada por Humberto A. Lagiglia como un precerámico transicional; esto es,  transición de un estado nómade a uno sedentario, luego de que los antecesores cedieron su lugar a la implantación de la agricultura inicial .Correspondió a Atuel III, hacia el II milenio a. C... En estudios tardíos, consideró que en esta etapa habrían entrado a la región grupos cazadores-recolectores procedentes de las costas peruanas y del norte de Chile. En este nivel, ubica Lagiglia un resto humano momificado con mallas o redes de fibras vegetales trenzadas.
Luego de esta etapa transicional, siempre según Humberto A. Lagiglia, se abriría el Horizonte Cerámico Inicial, entre 2000 años a. C. hasta los inicios de la era cristiana. Correspondería a Atuel II, para Lagiglia ya un horizonte alfarero, que denomina "Cultura de Atuel II" (aunque ésta es ubicada hacia el 300 a. C. en adelante).
Posiblemente, la introducción de la agricultura se habría producido a inicios de la era cristiana, con la llegada de experimentados agricultores, grupos sedentarios semi-permanentes, pero en escaso número.
Con la cultura del Atuel II, llega la agricultura inicial: maíz, zapallo, poroto, quinoa. Las semillas se conservaban en cestillos de fibra vegetal o de cuero. A los cuerpos momificados, les protegían las cabezas con cestos en espiral. La cestería y la cordería, el arte ruprestre y manual, están muy bien representados con colores rojos, amarillos, verdes musgos y castaños oscuros. Se combinan las formas escalonadas o ángulos agudos y el calado de cuero.

### Agroalfarera
Alrededor del comienzo de la era cristiana llegan nuevos cambios con la influencia de las culturas alfareras o agroalfareras. Se sigue agregando el cultivo de hortalizas, la cerámica o alfarería, el hilado y tejido a telar, y algunos cambios a nivel de organización social. Los cambios económicos (agricultura - alfarería) conducen al sedentarismo o arraigamiento de los grupos en sitios determinados. Se organizan las culturas locales en la etapa agroalfarera (Agrelo y Viluco).
Se cerraría la etapa, con la llegada europea. El autor, en esta etapa, ubica las siguientes subetapas:

#### Período Temprano
Incipiente cultura agroalfarera, entre el comienzo de la era cristiana y el 700. La cultura es la de Agrelo, que perdura en el siguiente período. La cultura del Atuel II fue la receptora de la alfarera.

#### Período Medio
Entre el 700 y el 1000: la cultura Tiahuanaco, organizada política y socialmente, y su religión, se irradian sobre las culturas del sur: norte de Chile y NOA, hasta aquí llegan algo depuradas y modificadas, posiblemente en la Puna de Atacama chilena, con la Cultura de la Aguada, haciéndose sentir en San Juan y en Mendoza en las tradiciones de Agrelo - Calingasta.

#### Período Tardío
Entre el 1000 y 1450: se integra a la Cultura de Viluco, que perdura hasta la época histórica. Su cerámica deriva de la Aconcagua Salmón, del centro de Chile (cazos y timbales, jarritas con una sola asa, con vistosa decoración pintada en colores rojos, negros, amarillos, etc.) se enriquece en el Período Inca.

#### PeríodoInca
Entre el 1450 y 1550, los Incas, en un proceso expansivo, llegan sur de Mendoza y entran por el Valle de Uspallata. Construyen postas y pueblos mitimaes. Influyen en culturas como la Diaguita. 
Su cerámica se encuentra al sur de Malargüe y en San Rafael. La metalurgia adquiere auge con los Incas; como así también la agricultura y el riego. La Cultura de Viluco recibe la transculturación incásica y está representada por los huarpes históricos.

#### PeríodoColonialo Histórico
Luego de 1550: la llegada de los europeos produjo desequilibrios en la organización social de los pueblos originarios. Al romperse la organización social de los Incas, se produce una distorsión política-social indígena arrastrada por el efecto colonial.
Cerca del volcán Overo se encontró un asentamiento indígena con más de cien reductos habitacionales de piedra; en ese lugar se hallaron una cuenta de collar española del inicio de la conquista y elementos de influencia incaica. El sur de Mendoza era merodeado por bandas seminómadas, los puelches de Cuyo o algarroberos, divididos en chiquillanes y mocollanes. La influencia mapuche se sintió también a través de los pehuenches: opera el proceso de araucanización; es decir, a fines del siglo XVII se acentúa la presencia de rasgos culturales mapuches.
En el sitio de referencia de Humberto A. Lagiglia, correspondería al nivel de Atuel I. En esta etapa un derrumbe en el alero de la Gruta  del Indio selló los niveles anteriores y restringió el área de ocupación. En esta etapa aparecen pictografías que denunciarían la presencia española concreta.

## Estudios posteriores
Después de Humberto A. Lagiglia, otros arqueólogos centraron su atención tanto en el área relevada por aquel, como en áreas nuevas.
Gambier amplió el análisis en la década de 1970, incluyendo el valle del río Grande, en el actual departamento de Malargüe. Tomando como referencia estos sitios, Gambier habla de una etapa cazadora-recolectora similar a la del área de los Andes Centrales, y una etapa agroalfarera. Estas determinaciones fueron, posteriormente, objeto de críticas e impugnaciones.
Durán, a mediados de la década de 1980, centró su atención también en el Grande, estableciendo tres etapas precerámicas y tres cerámicas, hasta el siglo XX. Durán relacionó sus fechados con sitios ubicados en Neuquén. Marca un rango temporal que se extiende, para las primeras ocupaciones cazadoras-recolectoras, entre el 5200 a. C. aproximadamente y el inicio de la era cristiana; y desde esta fecha hasta el siglo XV, las etapas cerámicas.
Ya en la década de 1990, Neme se concentró en el alto valle del Atuel, donde analiza los sitios de ocupación desde inicios de la era cristiana, y determina grados de uso intensivo de recursos.
Gil, a fines de los años 1990, amplía la investigación en la vasta región de la Payunia. Toma como marcos meramente temporales los bloques del Pleistoceno final - Holoceno temprano (12.000 años A.P. - 8000 años A.P.), Holoceno medio (8000 años A.P. - 4000 años A.P.) y Holoceno tardío (4000 años A.P.- 100 años A.P.).